# Дейтънско мирно споразумение
Дейтънското споразумение (на френски: Les Accords de paix de Dayton; на английски: The Dayton Agreement или Dayton Accords; на сръбски: Дејтонски мировни споразум или Dejtonski mirovni sporazum) или Дейтънски мирен договор е мирен договор, подписан на 21 ноември 1995 във военновъздушната база Райт-Петърсън край Дейтън, Охайо, с който официално се поставя край на четиригодишната гражданска война в Босна и Херцеговина.
Дейтънското споразумение е резултат от Дейтънската конференция, състояла се от 1 ноември до 21 ноември 1995 г. Главни участници в тази конференция са президентът на остатъчна Югославия Слободан Милошевич, президентът на Хърватия, Франьо Туджман, президентът на Босна и Херцеговина, Алия Изетбегович, главният преговарящ от американска страна, Ричард Холбрук, както и генерал Уесли Кларк. Договорът е подписан в присъствието на Уорън Кристофър – държавния секретар на САЩ.
Официалното споразумение е подписано от тримата президенти на 14 декември 1995 г. в Елисейския дворец в Париж.
Сегашното политическо деление на Босна и Херцеговина и структурата на нейното управление са договорени общо като част от Дейтънското споразумение. Според него Босна и Херцеговина се разделя на две части (ентитети) – Федерация Босна и Херцеговина (в която влизат териториите, населени предимно с бошняци (босненски мюсюлмани) и хървати) и Република Сръбска (населена предимно с босненски сърби).
Прилагането на дейтънското споразумение се осъществява чрез мандата на ООН, използващ ръководени от НАТО многонационални сили под името АЙФОР (IFOR – Implementation Force), които включват в себе си силите на ООН – ЮНПРОФОР (UN Protection Force) на 20 декември 1995 г. След една година тези сили се трансформират в ЕСФОР (SFOR – Stabilisation Force). В края на 2004 г. командването на тези сили преминава от НАТО към Европейския съюз.
На 13 ноември 2002 г. Скупщината на Съюзна република Югославия ратифицира Дейтънското споразумение, като потвърждава, че Югославия няма териториални претенции към Босна и Херцеговина.
И трите главни действащи лица Франьо Туджман, Слободан Милошевич и Алия Изетбегович вече не са между живите.
Висшият представител на ООН в Босна и Херцеговина, Пади Ашдаун смята, че Дейтънското споразумение е основа, но не и окончателно решение за Босна и Херцеговина и че евентуални изменения би трябвало да произлязат от самата Босна и Херцеговина.
В края на 2003 г. група представители в Европейския парламент и европейски политици повдигат в Страсбург въпроса за ревизия на Дейтънското споразумение.